# St.-Sebastianus-Schützenverein Olpe
Koordinaten: 51° 2′ 10″ N, 7° 50′ 44″ O
Der St.-Sebastianus-Schützenverein Olpe ist aus der im Jahre 1311 zum Zwecke der Stadtverteidigung gegründeten Schützenbruderschaft entstanden. Hauptaufgabe ist es, das Olper-Schützenfest, das satzungsgemäß und traditionsgemäß am dritten Sonntag im Juli stattfindet (gefeiert wird offiziell von Samstag bis Montag), zu organisieren und durchzuführen. Die Vereinsfarben sind grün-weiß. Es können nur Männer Mitglieder werden.

## Historie
Die erste urkundliche Erwähnung einer Schützengesellschaft stammt aus dem Jahr 1525. Anlass war ein umgefallener "Fogelsbaum" (Vogelbaum). Durch die Stadtbrände sind keine älteren Belege erhalten. Dennoch kann man davon ausgehen, dass die Schützengesellschaft viel älter ist. Hauptzweck waren neben gemeinsamen Gelagen regelmäßige Waffenspiele. Die Verteidigung oblag allen Bürgern der Stadt Olpe. Die Schützengesellschaft war schon wegen der teuren Ausrüstung eine elitäre Vereinigung mit wenigen Mitgliedern. Im 18. Jahrhundert war die Schützengesellschaft in zwei Kompanien unterteilt: Junggesellen und Verheiratete. Die Junggesellenkompanie wurde aufgrund von Ausschreitungen in den Jahren 1750 und 1751 aufgelöst. Durch ihre elitäre Stellung innerhalb der Olper Stadtgesellschaft kam es zu Mitgliederschwund, zeitweise gab es nur 32 Mitglieder. In den 1820er-Jahren gab es Bestrebungen, die Schützenbruderschaft aufzulösen. 1828 gab es einen „evolutionären“ Neubeginn. Jetzt konnten „Bürger aller Stände“ und „ohne allen Unterschied des Standes“ Mitglied des Schützenvereins werden. Im selben Jahr wurde das heutige Schützenfestgelände gekauft. Das alljährliche Schützenfest wurde zu einem Volksfest, wo die Olper Bevölkerung und Gäste aus nah und fern feierten und heute noch feiern. Im Jahr 1858 wurden neue Statuten und Satzungen erlassen, wo unter anderem festgelegt wurde, dass das alljährliche Schützenfest am 3. Sonntag im Juli gefeiert wird. Auch wird seit dieser Zeit auf dem Schützenfest Freibier ausgegeben. 1862 gab erstmals und letztmals den Versuch, den bislang nur von Männern gestalteten etwas spartanischen Festzug zu verändern, indem man auch einen Hofstaat mitgehen ließ. In den Jahren 1906/1907 wurde die erste Schützenhalle und 1908 der Tanzboden gebaut. 1912 wurde der Verein und das Stadtgebiet in acht Korporalschaften unterteilt. Während des Zweiten Weltkriegs und in den ersten Jahren danach (1939–1947) fanden keine Schützenfeste statt. Der Musikpavillon wurde 1961 gebaut und 2001 bis 2003 komplett neu errichtet. 1971 wurde das Schützenhaus aus Beton gebaut und die 9. Korporalschaft gegründet. In den 1990er Jahren wurde versucht, dem Schützenplatz das Aussehen aus vergangener Zeit zu geben. 2011 fand das 700-jährige Jubiläums-Schützenfest statt.

### Korporalschaften
Der Schützenverein ist in neun Korporalschaften aufgeteilt, welche jeweils ein bestimmtes Gebiet bzw. Straßen abdecken. Äußerlich unterscheiden kann man die Mitglieder der jeweiligen Korporalschaften während der Umzüge am jeweiligen Blumenschmuck im Holzgewehr. Das Wach- oder Korporalschaftslokal dient als Treffpunkt vor den Umzügen bzw. zur Korporalschaftsversammlung.
Liste mit Blumenschmuck und Wachlokal
- 1. Korporalschaft: Eichenlaub / Hotel Hetzel
- 2. Korporalschaft: Buchengrün / Cafe Lüning
- 3. Korporalschaft: Tannengrün / Gaststätte Samos
- 4. Korporalschaft: Rote Rosen / Cosmo Lounge
- 5. Korporalschaft: Farn mit Fingerhut / Stadthalle
- 6. Korporalschaft: Wicken / Stadthalle
- 7. Korporalschaft: Weiße Nelke / Kolpinghaus
- 8. Korporalschaft: Margeriten / Altes Olpe
- 9. Korporalschaft: Weiße Spinnen / Anno 1831

Geleitet werden die Korporalschaften durch die in den Korporalschaften gewählten Korporalschaftsführer bzw. deren Stellvertreter.

### Vorstand
Die Vorstandsmitglieder werden wie beim Militär mit Rängen bezeichnet. Den Vorsitz hat der Major. Sein Stellvertreter ist der Hauptmann. Die restlichen Vorstandsposten teilen sich in vier Kommissionen auf. Ihnen steht jeweils ein Oberleutnant vor. Die Kommissionsmitglieder haben den Rang eines Leutnants. Der Fahnenträger ist der Fähnrich. Insgesamt umfasst der Vorstand in der Regel 25 Männer.
Der Major ist gleichzeitig der erste Vorsitzende, der Hauptmann der zweite Vorsitzende. Die restlichen Vorstandsmitglieder sind alle Beisitzer, sodass alle Offiziere zum geschäftsführenden Vorstand gehören.
Der Vorstand trägt Uniform.
Folgende Kommissionen gibt es:
- Finanzkommission
- Wirtschaftskommission
- Baukommission
- Organisation- und Zugkommission

#### Wahl des Vorstandes
Bei der Wahl des Vorstandes müssen viele Besonderheiten beachtet werden. Die Korporalschaften wählen zunächst jene Mitglieder des Vereins, die sich an der Wahl des Vorstandes beteiligen können. Das sind  jeweils zwei Mitglieder der jeweiligen Korporalschaft, dabei muss einer das 24., der andere das 35. Lebensjahr vollendet haben. Beide dürfen keine Vorstandsmitglieder sein. Der restliche Wahlausschuss setzt sich aus dem Bürgermeister der Stadt Olpe (er ist zugleich Vorsitzender des Ausschusses), dem jeweiligen Schützenkönig sowie elf in Olpe ansässigen Mitgliedern der Stadtverordnetenversammlung der Stadt Olpe in den Gebietsgrenzen vom 31. Mai 1968, die zugleich Mitglied des Schützenvereins sind, zusammen.  Die Vorstandswahlen finden alle drei Jahre statt; man wird für neun Jahre gewählt. Nach Ablauf der neunjährigen Dienstzeit können sich die Vorstandsmitglieder erstmals der Wiederwahl stellen. Die Neuwahl erfolgt auf unbestimmte Zeit, längstens jedoch bis sich das Vorstandsmitglied gemäß dem Nachfolgenden der Wiederwahl stellen muss oder auf eigenen Wunsch ausscheidet. Bei der Wahl sind die ausscheidenden Vorstandsmitglieder zu ersetzen. Die Zahl ist bis auf maximal acht zu erhöhen durch Mitglieder, die sich der Wiederwahl zu stellen haben. Dies sind diejenigen, deren Wahlzeit am weitesten zurückliegt mit Ausnahme der Vorstandsmitglieder, deren neunjährige Dienstzeit noch nicht abgelaufen ist. Stellen sich acht Vorstandsmitglieder der Wiederwahl, müssen dem Vorsitzenden des Wahlausschusses zwei neue Kandidaten benannt werden. Das Vorschlagsrecht obliegt dem Major. Die Vorschlagsliste allein bildet die Grundlage der Neuwahl des Vorstandes. Der amtierende Major ist von diesem Verfahren nicht berührt. Falls bis zur nächsten Wahl des Vorstandes ein Vorstandsmitglied aus triftigem Grund ausscheidet, kann die Vollzähligkeit des Vorstandes herbeigeführt werden, indem der Major dem Bürgermeister der Stadt Olpe eine Kandidatenliste zum Zwecke seiner Zustimmung unterbreitet. Nach erteilter Zustimmung des Bürgermeisters wählt der Vorstand den Nachfolger aus der Kandidatenliste. Nach Ablauf von neun Jahren bleiben die so gewählten Vorstandsmitglieder bis zur nächsten ordentlichen Vorstandswahl im Amt.

## Schützenfest
Gefeiert wird das Schützenfest auf dem Schützenplatz auf dem Imberg. Im Volksmund wird er Ümmerich genannt.

### Oktav
Die Oktav, begrifflich eigentlich einen Zeitraum von acht Tagen umfassend, wird in Olpe umgangssprachlich für die letzte Woche vor Beginn des Olper Schützenfestes genutzt. Mit der Korporalschaftsversammlung in den "Wachlokalen" der einzelnen neun Korporalschaften wird die "Oktav eingeläutet".

### Festplatz
Der Schützenplatz ist ein vereinseigenes umfriedetes Gelände auf dem Imberg in Olpe mit mehreren Gebäuden, die hier Zelte genannt werden. Der Platz selbst ist in Form von Terrassen angelegt, auf denen  Tische, Bänke und Theken im Schatten von Bäumen stehen. In der Mitte befindet sich der Musikpavillon.

### Ablauf
Offiziell findet das Schützenfest von Samstag bis Montag statt. Aber schon am Freitag findet ein Seniorennachmittag und abends die sogenannte Bier- und Beff-Probe statt.

#### Samstag
Das Schützenfest beginnt offiziell mit dem Musikabholen am Bahnhof. Von hier aus gibt es einen kurzen Marsch zum Marktplatz. Anschließend trifft man sich in den Korporalschaftslokalen. Nachmittags findet dann ein Sternmarsch zum Marktplatz statt. Hier hält der Schützenmajor eine Rede. Es folgen die Totenehrung und die Nationalhymne. Anschließend gibt es einen Festzug, wo Schützenfahne und der Schützenkönig abgeholt werden und mehreren Honoratioren (Bürgermeister, den Schützenvikaren, dem evangelischen Pastor und dem Landrat des Kreises Olpe) ein Ständchen gebracht wird. Ziel des Festzuges ist der Schützenplatz. Dort marschiert er erst am Schützenkönig vorbei, bevor es zum Aufmarsch auf den Tanzboden kommt. Anschließend ist geselliges Beisammensein und Platzkonzert. Abends spielt eine Tanzkapelle. In der Nacht findet ein Nachtzug statt. Vor dem Abmarsch wird Des Großen Kurfürsten Reitermarsch gespielt. Unterwegs stoppt der Zug am ehemaligen Oberstadt-Brunnen, dem Kump, wo die Festmusik das Stück "Ich bete an die Macht der Liebe" aus dem Großen Zapfenstreich spielt. Dann wird von dort der König zum Alten Pastorat gebracht. Den Abschluss des Abends bildet der Walzertanz des Volkes.

#### Sonntag
Sonntags wird auf dem Marktplatz ein Platzkonzert gespielt. Ab 15 Uhr beginnt der Festzug durch die Stadt. Es werden wieder die Schützenfahne und der Schützenkönig abgeholt. Anschließend wird am Krankenhaus ein Ständchen gebracht. Zum Abschluss des Umzugs in der Stadt gibt es sonntags den sogenannten Dreifachzug. Normalerweise ist der Zug in drei Abteilungen (1.–3. Zug) unterteilt. Ein Zug besteht aus zwei Musikkapellen und jeweils drei Korporalschaften. Beim Dreifachzug marschieren diese drei Züge nicht hinter-, sondern nebeneinanderher. Auf dem Ümmerich findet wieder der Vorbeimarsch am König und der Aufmarsch auf dem Tanzboden statt. Während des darauffolgenden Platzkonzertes findet jeweils die Kinder- und Königspolonaise statt. Abends wird Tanzmusik gespielt und es findet wieder ein Nachtzug mit dem Gebet am Kump und dem Abliefern des Königs statt.

#### Montag
Der Montag beginnt mit dem Schützenhochamt in der St.-Martinus-Kirche. Danach werden am Mahnmal im Weierhohl die Opfer von Krieg und Gewalt geehrt. Den Höhepunkt des Festes bildet das Vogelschießen, bei dem der neue Schützenkönig ermittelt wird. Die Königsproklamation und das abschließende Nachhausebringen des Königs beschließen den Montagmorgen. Nachmittags geht wieder ein Umzug durch die Stadt. Abends findet die Königspolonaise mit dem neuen Schützenkönig statt. Wie auch an den anderen beiden Schützenfesttagen endet dieser Tag und damit auch das Schützenfest mit dem Zug zum Marktplatz der Stadt.

### Besonderheiten zum Schützenfest
- Das Olper Schützenfest ist das einzige Fest, das direkt von der Krombacher Brauerei beliefert wird. Zu diesem Zwecke wird das Bier immer persönlich vom Schützenvorstand und Vertretern der Brauerei vertraglich in Auftrag gegeben und gesichert.
- In der Regel wird die Festmusik von einer Militär- oder Polizeikapelle gestellt.
- Schützenfestsonntag und -montag wird auf dem Schützenplatz an den Ständen der Korporalschaften für die Vereinsmitglieder bis ca. 20 Uhr Freibier ausgegeben.

## Andere Aktivitäten im Verein

### Schützenball
Der Schützenball findet jedes Jahr im Januar statt und ist einer der gesellschaftlichen Höhepunkte der Stadt.

### Sebastianus
Sebastianus ist der Schutzpatron des Schützenvereins. Ihm zu Ehren findet an seinem Namenstag (20. Januar) ein Festgottesdienst in der Martinuskirche statt. Der Sebastianustag wird am Vortag festlich von Kirchen in der Kernstadt Olpe eingeläutet. Auf der Vorstands-Festsitzung am Sebastianustag wird der offizielle Beschluss gefasst, ob auch im laufenden Jahr ein Schützenfest stattfinden wird oder nicht. Zudem wird über die Ausgabe von Freibier entschieden.

### Jahreshauptversammlung
Satzungsgemäß findet am 2. Freitag im März die Mitgliederversammlung des Vereins statt. Obwohl mit den eigentlichen Mitwirkungsrechten für Mitglieder ausgestattet, erfahren traditionell die Korporalschaftsversammlungen am Samstag vor Beginn des Schützenfestes erheblich größeres Interesse und Teilnahme.

### Fronleichnam
Fronleichnam findet die traditionelle Bierprobe sowie die Ordensübergabe des amtierenden Schützenkönigs im Speisesaal auf dem "Ümmerich" für geladene Gäste (Vorstand, ehemaliger Vorstand, Alte Könige, Korporalschaftsführer u. -Ehemalige, Schützenvikare, Festwirt etc.) statt.

### Korporalschaftsversammlungen
Traditionsgemäß finden die Korporalschaftsversammlungen am Samstag vor Beginn des Schützenfestes in den Korporalschafts- bzw. Wachlokalen statt. Sie dienen der Unterrichtung der Mitglieder und zur Pflege des Vereinslebens.
Bis zur Einführung einer Jahreshauptversammlung Anfang der 1980er-Jahre waren die Koroporalschaftsversammlungen die Jahreshauptversammlung des Vereins. Daher sind auf jeder Korporalschaftsversammlung auch heute noch Offiziere, der Major besucht jede Korporalschaftsversammlung.

### Buß- und Bettagssitzung
Am Samstag nach Buß- und Bettag findet eine feierliche Vorstandssitzung des Vereins statt. Neu gewählte Vorstandsmitglieder werden in der Regel an diesem Tag offiziell in den Vorstand aufgenommen (Erhalt des Offiziers- bzw. Fähnrichspatentes). Ausgeschiedene Vorstandsmitglieder werden hier offiziell entlassen.

## Medien
- 1986: LP  "Olper Schützenfest - 1311- 1986" Langspielplatte;
- 1999: VHS "Mit Gewehr, Trommel und Fahne" zeigt eine Zeitreise der Schützenfeste aus 1935, 1937, 1938, 1957, 1961;
- 2001: CD  Schützenfest in Olpe – Eine CD mit den 26 beliebtesten Musikstücken / Märschen vom Olper Schützenfest;
- 2004: DVD Das Olper Schützenfest ...bewegend in BIld und Ton. Eine Dokumentation des Schützenfestes aus dem Jahr 2004;
- 2011: DVD 700 Jahre St.-Sebastianus-Schützenverein Olpe e. V. Eine Filmdokumentation zum Jubiläumsschützenfest 2011;
- 2012: DVD 100 Jahre Korporalschaften – Unsere "Neun" –  Der Film;